# Max Blieck
Maximilien Blieck (Wervik, 1873 – Brussel, 1919 - andere bronnen spreken over een geboorte op 2 oktober 1869) was een Belgisch schrijver.

## Levensloop
Hij schreef drie romans onder het pseudoniem Abel Torcy.  Max Blieck was ook dichter en kunstcriticus en vertoefde in de Brusselse artistieke kringen.  Hij onderhield een correspondentie met Franz Hellens et Louis Dumont-Wilden.  Een deel van de brieven is bewaard in de archieven van de Koninklijke Bibliotheek van Brussel.
In 1899 tekende hij de plannen voor z’n eigen burgerhuis met apothekerij in art nouveau.  Dit burgerhuis staat aan de Generaal Jacqueslaan in Elsene.  De gevel vertoont sterke invloeden van de voorbeelden van Paul Hankar. In 2008 werd het huis beschermd als monument.